# Georgi Sviridenko
Georgi Vladimirovich Sviridenko (em russo:  Георгий Владимирович Свириденко; Minsk, 3 de dezembro de 1962) é um ex-handebolista russo, campeão olímpico.
Georgi Sviridenko jogou seis partidas e marcou 12 gols na campanha olimpica